# José P. Laurel

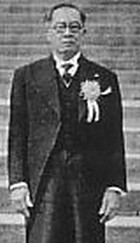
José P. Laurel

José Paciano Laurel y García (* 9. März 1891 in Tanauan in der Provinz Batangas; † 6. November 1959 in Manila) war ein philippinischer Politiker und Präsident der Philippinen.

## Studium und erste politische Laufbahn
Laurel begann seine politische Karriere nach dem Abschluss des Studiums der Rechtswissenschaften an der University of the Philippines und der Yale University 1922 als Innenminister. Er trat jedoch bereits ein Jahr später von diesem Amt aus Protest gegen den damaligen US-amerikanischen Generalgouverneur der Philippinen Leonard Wood zurück. Von 1925 bis 1936 hatte er ein Amt als Senator inne.

## Philippinisches Commonwealth und Präsidentschaft
1936 wurde Laurel zum beisitzenden Richter am Obersten Gericht innerhalb des Commonwealth der Philippinen ernannt. Dieses Amt bekleidete er bis zum 17. Juli 1941, als er zum Justizminister ernannt wurde. Nach dem japanischen Angriff auf den US-Stützpunkt Pearl Harbor auf Hawaii am 7. Dezember 1941 blieb er in Manila, während der damalige philippinische Präsident Manuel Quezon zunächst nach Bataan und später in die USA geflohen war.
Der einmarschierenden japanischen Armee bot er seine Dienste an und erhielt wegen seiner kritischen Haltung gegenüber der US-Herrschaft über die Philippinen einige Ämter zugestanden. So war er zunächst zwischen 1942 und 1943 Leiter der Kommission für Inneres und Justiz sowie Präsident des Komitees zur Vorbereitung der philippinischen Unabhängigkeit. Am 14. Oktober 1943 fand seine Unterstützung der japanischen Besatzungsmacht ihren Höhepunkt, als er von der Besatzungsmacht zum Präsidenten der Philippinen ernannt wurde. Innerhalb kurzer Zeit wurde durch philippinische Guerilleros zweimal auf ihn geschossen, wobei er jedoch gerettet werden konnte. 1945 überführten die Japaner Laurel und sein Kabinett nach Tokio. Mit der Niederlage Japans im Zweiten Weltkrieg verlor auch Laurel am 17. August 1945 sein Amt als Präsident. Laurel und sein Kabinett wurden anschließend durch die US-Armee unter General Douglas MacArthur wegen Kollaboration verhaftet und inhaftiert.

## Zweite Politische Laufbahn in der Republik der Philippinen
Nach der Gründung der philippinischen Republik am 4. Juli 1946 wurde Laurel auf die Philippinen zurückgebracht und wegen Verrats angeklagt. Im Januar 1948 wurde er jedoch aufgrund einer vom damaligen Präsidenten Manuel Roxas unterschriebenen Amnestieerklärung freigelassen.
Bei der Präsidentschaftswahl 1949 trat er als Kandidat der „Nationalistischen Partei“ an, unterlag aber dem amtierenden Präsidenten und Kandidaten der „Liberalen Partei“ Elpidio Quirino. Laurel beklagte, dass er um die Präsidentschaft betrogen wurde, wobei es auch solide Beweise zur Stützung dieser Behauptung gab.
1951 wurde er wieder zum Senator gewählt. Kurze Zeit danach überredete er den damaligen liberalen Verteidigungsminister Ramon Magsaysay zur „Nationalistischen Partei“ zu wechseln und für diese bei der Präsidentschaftswahl 1953 zu kandidieren. 1955 wurde Laurel dann Leiter einer Wirtschaftsdelegation zur Aushandlung wirtschaftlicher Beziehungen mit den USA. Kurz nach Ablauf seiner Amtszeit als Senator zog er sich 1957 aus dem politischen Leben zurück.
Von seinen neun Kindern schlugen fünf ebenfalls eine politische Laufbahn ein, darunter Salvador Laurel, der während der Amtszeit von Präsidentin Corazon Aquino das Amt des Vizepräsidenten innehatte.